# Діонісій Балабан
Діонісій Балабан (?, Волинське воєводство, Річ Посполита — 10 травня 1663, Корсунь, Гетьманщина) — український церковний діяч, Митрополит Київський, Галицький та всієї Руси (1657—1663). Відстоював канонічну єдність Української Православної Церкви із Константинопольською патріархією.

## Життєпис
Належав до давнього шляхетського роду Балабанів з Волині та Галичини. Займав Холмську єпископську кафедру (1650–52).
У часи гетьмана всієї України Богдана-Зиновія Хмельницького висвячений на єпископа Луцького і Острозького (1655).
Обраний 1657 року митрополитом Київським, Галицьким та всієї Руси (без Московії). Як і всі Київські митрополити, дістав благословення на кафедру від Константинопольського патріарха (Парфенія). Рішуче відмовився прийняти антиканонічну посвяту в Москві. Через це 1658 змушений був перенести свою резиденцію з Києва, де перебувала московська військова залога, до гетьманської столиці Чигирина. 
Зупинив незаконні спроби Московії підпорядкувати Київську Митрополію Московському патріархату.
Його церковна діяльність припадає на важкі для Української козацької держави роки гетьманування Івана Виговського та Юрія Хмельницького. Балабан підтримував політику Виговського, брав участь у складанні Гадяцького договору 1658 року з Польщею. 1663 року постриг у ченці Юрія Хмельницького в Канівському монастирі.
Після укладення Переяславських статей у 1659 році владика Діонісій залишається на Правобережжі, у м. Чигирин. Навіть перебуваючи поза Києвом, визнавався митрополитом духовенством Правобережної та Лівобережної України.
Помер 10 травня 1663 року у Корсуні.